# One Mississippi (Brendan Benson)
One Mississippi è l'album di debutto da solista del cantautore statunitense Brendan Benson, pubblicato dall'etichetta discografica Virgin Records il 3 settembre 1996 negli Stati Uniti d'America ed il 26 maggio 1997 nel Regno Unito.

## Tracce
1. Tea – 1:08
2. Bird's Eye View – 1:28
3. Sittin' Pretty – 2:53 (Benson/Falkner)
4. I'm Blessed – 3:00 (Benson/Falkner)
5. Crosseyed – 4:22 (Benson/Falkner)
6. Me Just Purely – 2:44 (Benson/Falkner)
7. Got No Secrets – 3:22
8. How 'Bout You – 3:02
9. Emma J – 3:49
10. Insects Rule – 3:08 (Benson/Falkner)
11. Imaginary Girl – 3:06
12. House In Virginia – 3:49 (Benson/Falkner)
13. Cherries – 3:19 (Benson/Falkner)
14. Strawberry Rhubarb Pie (traccia nascosta) – 1:44